# Idea general de la revolución en el siglo XIX
Idea general de la revolución en el siglo XIX (en francés: Idée générale de la révolution au XIXe siècle) es un influyente manifiesto escrito en 1851 por el anarquista Pierre-Joseph Proudhon. El libro retrata una visión de una sociedad mundial federal donde se eliminan las fronteras, se abolen los Estados nación y donde no existe una autoridad central o ley de gobierno, excepto el poder que reside en las comunas y las asociaciones locales, regidas por el derecho contractual. Las ideas del libro se convirtieron más tarde en la base de la teoría libertaria y anarquista, y la obra ahora se considera un clásico de la filosofía anarquista. Se ha descrito la obra como el retrato más completo "que cualquier otra de las obras de Proudhon la visión de su sociedad ideal".
Se publicó en julio de 1851 y pronto se agotó su primera edición de 3.000 ejemplares, seguida de una segunda edición en agosto. En ese momento, Proudhon todavía cumplía el último año de una condena de prisión iniciada en 1849, por criticar a Luis Napoleón Bonaparte como reaccionario.

El tema central del libro es la necesidad histórica de la revolución y la imposibilidad de impedirla. Incluso las fuerzas de la reacción producen la revolución al hacerla más consciente de sí misma, mientras los reaccionarios recurren a métodos cada vez más brutales para reprimir lo inevitable. "Proudhon mantiene la importancia del concepto de revolución y su idea matriz: la reciprocidad".
«Justicia definida como un derecho puramente humano, como una reciprocidad de servicios que aseguran el respeto de la persona humana.»

Proudhon enfatiza que es la naturaleza explotadora del capitalismo la que crea la necesidad de un gobierno, y que los revolucionarios deben cambiar la sociedad cambiando su base económica. Entonces la forma autoritaria de gobierno se volverá superflua. Proudhon critica la democracia representativa "objetando que incluso cuando se supone que el pueblo es soberano, la autoridad política real la ejerce sólo un pequeño número de personas".
«Estar gobernado equivale a estar con guardias de vista, a vivir inspeccionada, espiada, dirigida, legislada, reglamentada, hollada, adoctrinada, sermoneada, violentada, estimada, apreciada, censurada y mandada por hombres que para ello carecen de títulos, de ciencia y de virtudes [...] He ahí el gobierno, he ahí la justicia, he ahí la moral. Y sin embargo, entre nosotros existen demócratas que pretenden que el gobierno tiene algo bueno; existen socialistas que en nombre de la libertad, la igualdad y la fraternidad, sostienen esta ignominia; existen, en fin, proletarios que aceptan candidaturas a la presidencia de la República. ¡Hipócritas!»
Propuso que el Banco de Francia se convierta en un "Banco de Cambio", una institución democrática autónoma en lugar de un monopolio controlado por el Estado. Los ferrocarriles y las grandes industrias deberían entregarse a los propios trabajadores. Su visión de un futuro es una sociedad formada por organizaciones democráticas y autónomas, sin ninguna autoridad central que las controle. Al contrario que los marxistas, Proudhon abogó por la reconciliación de clases medias y el proletariado. En defensa de la libertad individual, Proudhon propuso una red de contratos entre individuos. "De esta manera, el ciudadano y el Estado debían ser igualados" (véase: Mutualismo).
«El productor trata con el consumidor, el miembro con su sociedad, el agricultor con su municipio, el municipio con la provincia, la provincia con el Estado».
«En 1850, en la Idea general de la revolución en el siglo XIX he explicado cómo entendía la liquidación de la propiedad territorial como propiedad-robo, porque, como el lector debe haber comprendido, no he dejado de quererla un instante como propiedad-libertad. La propiedad es un robo: la propiedad es la libertad: estas dos proposiciones quedan igualmente demostradas y subsisten una al lado de otra en el sistema de las contradicciones económicas, donde la propiedad aparece con su razón de ser y su razón de no ser.»